# Chevreuse
Chevreuse és un municipi francès, situat al departament d'Yvelines i a la regió de Illa de França. L'any 2007 tenia 5.686 habitants.
Forma part del cantó de Maurepas, del districte de Rambouillet i de la Comunitat de comunes de la Haute Vallée de Chevreuse.

## Demografia

### Població
El 2007 la població de fet de Chevreuse era de 5.686 persones. Hi havia 2.195 famílies, de les quals 603 eren unipersonals (237 homes vivint sols i 366 dones vivint soles), 635 parelles sense fills, 772 parelles amb fills i 185 famílies monoparentals amb fills.
La població ha evolucionat segons el següent gràfic:
Habitants censats

### Habitatges
El 2007 hi havia 2.405 habitatges, 2.238 eren l'habitatge principal de la família, 65 eren segones residències i 103 estaven desocupats. 1.490 eren cases i 900 eren apartaments. Dels 2.238 habitatges principals, 1.410 estaven ocupats pels seus propietaris, 719 estaven llogats i ocupats pels llogaters i 109 estaven cedits a títol gratuït; 123 tenien una cambra, 320 en tenien dues, 391 en tenien tres, 355 en tenien quatre i 1.050 en tenien cinc o més. 1.715 habitatges disposaven pel capbaix d'una plaça de pàrquing. A 975 habitatges hi havia un automòbil i a 1.081 n'hi havia dos o més.

### Piràmide de població
La piràmide de població per edats i sexe el 2009 era:
| Homes | Edats   | Dones |
| ----- | ------- | ----- |
| 4     | 95 o +  | 36    |
| 20    | 90 a 94 | 44    |
| 16    | 85 a 89 | 72    |
| 36    | 80 a 84 | 52    |
| 48    | 75 a 79 | 84    |
| 68    | 70 a 74 | 64    |
| 140   | 65 a 69 | 108   |
| 120   | 60 a 64 | 124   |
| 172   | 55 a 59 | 184   |
| 236   | 50 a 54 | 232   |
| 212   | 45 a 49 | 224   |
| 176   | 40 a 44 | 160   |
| 196   | 35 a 39 | 232   |
| 128   | 30 a 34 | 212   |
| 184   | 25 a 29 | 152   |
| 180   | 20 a 24 | 128   |
| 200   | 15 a 19 | 148   |
| 180   | 10 a 14 | 188   |
| 200   | 5 a 9   | 144   |
| 140   | 0 a 4   | 136   |

## Economia
El 2007 la població en edat de treballar era de 3.701 persones, 2.754 eren actives i 947 eren inactives. De les 2.754 persones actives 2.560 estaven ocupades (1.350 homes i 1.210 dones) i 194 estaven aturades (110 homes i 84 dones). De les 947 persones inactives 229 estaven jubilades, 420 estaven estudiant i 298 estaven classificades com a «altres inactius».

### Ingressos
El 2009 a Chevreuse hi havia 2.227 unitats fiscals que integraven 5.640,5 persones, la mediana anual d'ingressos fiscals per persona era de 29.703 €.

### Activitats econòmiques
Dels 334 establiments que hi havia el 2007, 1 era d'una empresa extractiva, 4 d'empreses alimentàries, 1 d'una empresa de fabricació de material elèctric, 5 d'empreses de fabricació d'altres productes industrials, 30 d'empreses de construcció, 57 d'empreses de comerç i reparació d'automòbils, 11 d'empreses de transport, 18 d'empreses d'hostatgeria i restauració, 18 d'empreses d'informació i comunicació, 17 d'empreses financeres, 22 d'empreses immobiliàries, 83 d'empreses de serveis, 50 d'entitats de l'administració pública i 17 d'empreses classificades com a «altres activitats de serveis».
Dels 73 establiments de servei als particulars que hi havia el 2009, 1 era una oficina d'administració d'Hisenda pública, 1 gendarmeria, 1 oficina de correu, 4 oficines bancàries, 2 funeràries, 2 tallers de reparació d'automòbils i de material agrícola, 1 autoescola, 9 paletes, 4 guixaires pintors, 3 fusteries, 7 lampisteries, 1 electricista, 4 empreses de construcció, 3 perruqueries, 1 veterinari, 13 restaurants, 14 agències immobiliàries, 1 tintoreria i 1 saló de bellesa.
Dels 25 establiments comercials que hi havia el 2009, 1 era un supermercat, 1 una botiga de més de 120 m², 3 fleques, 2 carnisseries, 3 llibreries, 5 botigues de roba, 5 botigues d'equipament de la llar, 1 una sabateria, 1 una botiga d'electrodomèstics i 3 floristeries.
L'any 2000 a Chevreuse hi havia 8 explotacions agrícoles que ocupaven un total de 388 hectàrees.

## Equipaments sanitaris i escolars
El 2009 hi havia 1 un hospital de tractaments de llarga durada i 2 farmàcies.
El 2009 hi havia 2 escoles maternals i 2 escoles elementals. Chevreuse disposava d'un col·legi d'educació secundària amb 823 alumnes.

## Poblacions més properes
El següent diagrama mostra les poblacions més properes.